# Stéphane Nappez
Stéphane Nappez, né le 3 février 1971 au Havre, est un auteurde romans, de twittérature et un scénariste de bande dessinée français.
Après des études de Lettres Modernes, il exerce les métiers de rédacteur de guide, lexicographe, enseignant, journaliste et éditeur, notamment aux éditions Derrière la Salle de Bains, auprès de Marie-Laure Dagoit, et, depuis 2021, aux éditions Baraques.

## Association Baraques Walden
Il est le cofondateur, en 2020, avec Fabrice Chillet et Emmanuel Renart, de l'association Baraques Walden.
En 2021, sous l'égide de Baraques Walden et dans le cadre du bicentenaire de la naissance de Gustave Flaubert, il initie et pilote, le projet Bowary, une réduction de Madame Bovary en 280 tweets, dont les autrices et auteurs sont : Julia Kerninon, Arno Bertina, Emmanuel Renart, Laure Limongi, Fabrice Chillet, Agnès Maupré, Frédéric Ciriez, Fred Duval, Maylis de Kerangal et Vincent Message.
Le projet, labellisé Flaubert 21,, est soutenu par le festival littéraire Terres de Paroles et le Département de la Seine-Maritime. Le projet est diffusé entre janvier et octobre 2021 sur les réseaux sociaux Twitter, Facebook et Instagram.
Un autre projet, intitulé Retours d'Orient, voit ensuite le jour en partenariat avec Normandie Livre & Lecture.
En 2022, avec l'aide ponctuelle de bénévoles, il auto-construit une cabane dans un sous-bois du parc de l'abbaye de Jumièges. La cabane accueille des résidences d'écrivains. La structure est soutenue par le Département de la Seine-Maritime, propriétaire du parc.

## Publications

### Romans

#### Aux éditions Baraques (eBooks)
(diffusion-distribution Numilog)
- I Shot Sheriff (coauteur avec Fabrice Chillet et Emmanuel Renart), 2021,  (ISBN 978-2493653017)
- FUCK (coauteur avec Marie-Philippe Joncheray), 2021  (ISBN 978-2493653024)
- Mort clinique ou Le Retour de Milton Friedman (coauteur avec Julie Douard), 2023  (ISBN 978-2-493653031)

#### Aux éditions Derrière la salle de bains
- La Place du mort, c'est dans le coffre, 2002  (ISBN 978-2844750204)

### Twittérature
- Twiliade, diffusion Twitter, réduction de l'Iliade en 140 tweets, 2013
- Sorel Agnès, diffusion Twitter, roman sentimental en 140 tweets, 2014

### Poésie, nouvelles

#### Aux éditions Derrière la salle de bains
- Dans nos colonies (2013, poème)
- La vie vraie (2013, poème)
- Zone 4 (2012, poème, revue Behind)
- Suicide avenue (l’agonie d’Achille) (2011, poème avec Nick Tosches)
- Sexie Maxi Show (2002, nouvelle)
- Hygiène publique (2000, nouvelle)
- La Place du mort… (2000, nouvelle)
- Les Indiens attaquent ! (1999, poème)
- Saignant (1999, poème)
- Frisco (1998, poème)

#### Aux éditions du Mangeur
- Tacatac (2001, nouvelle)

#### Application Lire à la plage, les inédits
- Roberto dans la cuve, nouvelle, 2021

### Littérature jeunesse

#### Aux éditionsPetit à Petit(La Martinière)
- Kamikaze, roman, 2008  (ISBN 978-2849491409)
- Vent Divin, roman, 2008  (ISBN 978-2849491416)
- Skinheads, roman, 2009  (ISBN 978-2849491508)
- La famille Tord-Pilleur, la véritable histoire d'une famille de bourreaux, album illustré, auteur des textes sous le pseudo de John Ketchup, 2009  (ISBN 978-2849491546)

### Bandes dessinées

#### Auxéditions Delcourt
- Voyage au cœur du microbiote (2022, coscénariste, avec Fabrice Chillet, sous le pseudo de FäSt, dessin Héloïse Chochois)  (ISBN 978-2413040422)

#### Aux éditionsPetit à Petit(La Martinière)
- Contes et légendes de la mythologie grecque en bandes dessinées (2010, scénarios et commentaires)  (ISBN 978-2849491973)
- Music Box (2010, scénario, dessin : Efix)  (ISBN 978-2849491829)
- Obama, l'espoir (2008, scénario, dessin : Efix)  (ISBN 978-2849491553)
- Bob Marley (2009, textes biographiques)  (ISBN 978-2849491607)
- The Beatles (2008, textes biographiques, traduits en chinois, coréen, néerlandais et espagnol)  (ISBN 978-2849491461)
- Elvis (2007, textes biographiques)
- CharlElie Couture (2008, textes biographiques)  (ISBN 978-2849490990)
- Nino Ferrer (2007, textes biographiques)  (ISBN 978-2849490884)
- Claude Nougaro (2007, textes biographiques)  (ISBN 978-2849490761)
- Jacques Brel (2007, textes biographiques,) (ISBN 978-2849490747)

### Collectifs
- Retours d'Orient, texte Le Biffin de Malakoff, Normandie Livre & Lecture, 2022. Label Flaubert 21.